# 塞西莉亞·西居爾斯多塔
塞西莉亞·西居爾斯多塔（挪威語：Cecilia Sigurdsdatter，約1155年—1186年），挪威國王西居爾二世的女兒。1184年，塞西莉亞與巴爾·古托姆松結婚，兩人的兒子即為日後的英格二世。